# لوحة الرسائل المتغيرة

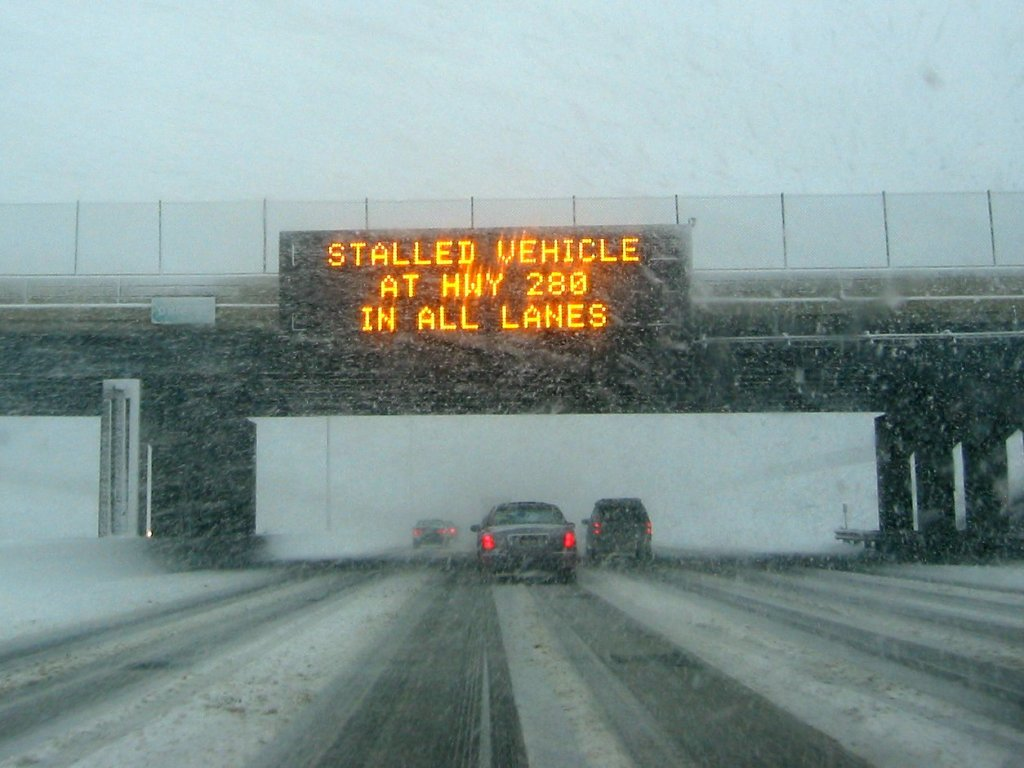
لوحة رسائل متغيرة تعرض إرشادات مرورية وأمنية

لوحة الرسائل المتغيرة VMS هي لافتة مرور ألكترونية تُسْتعملُ كثيراً في وسط الطرقات لتوجيه السائقين وإخبارهم بأحداث خاصة كإنذارهم بازدحام مروري أو حوادث مرورية أو طوارئ كهجمات إرهابية أو إعلان أطفال مخطوفين أو مفقودين أو مواقع إصلاحات الطرق أو حدود السرعة، تعمل لوحة الرسائل المتغيرة ضمن نظام شبكة لوحات إرشادية إلكترونية على الطرق، ذات بث حي.

## لوحات متنقلة

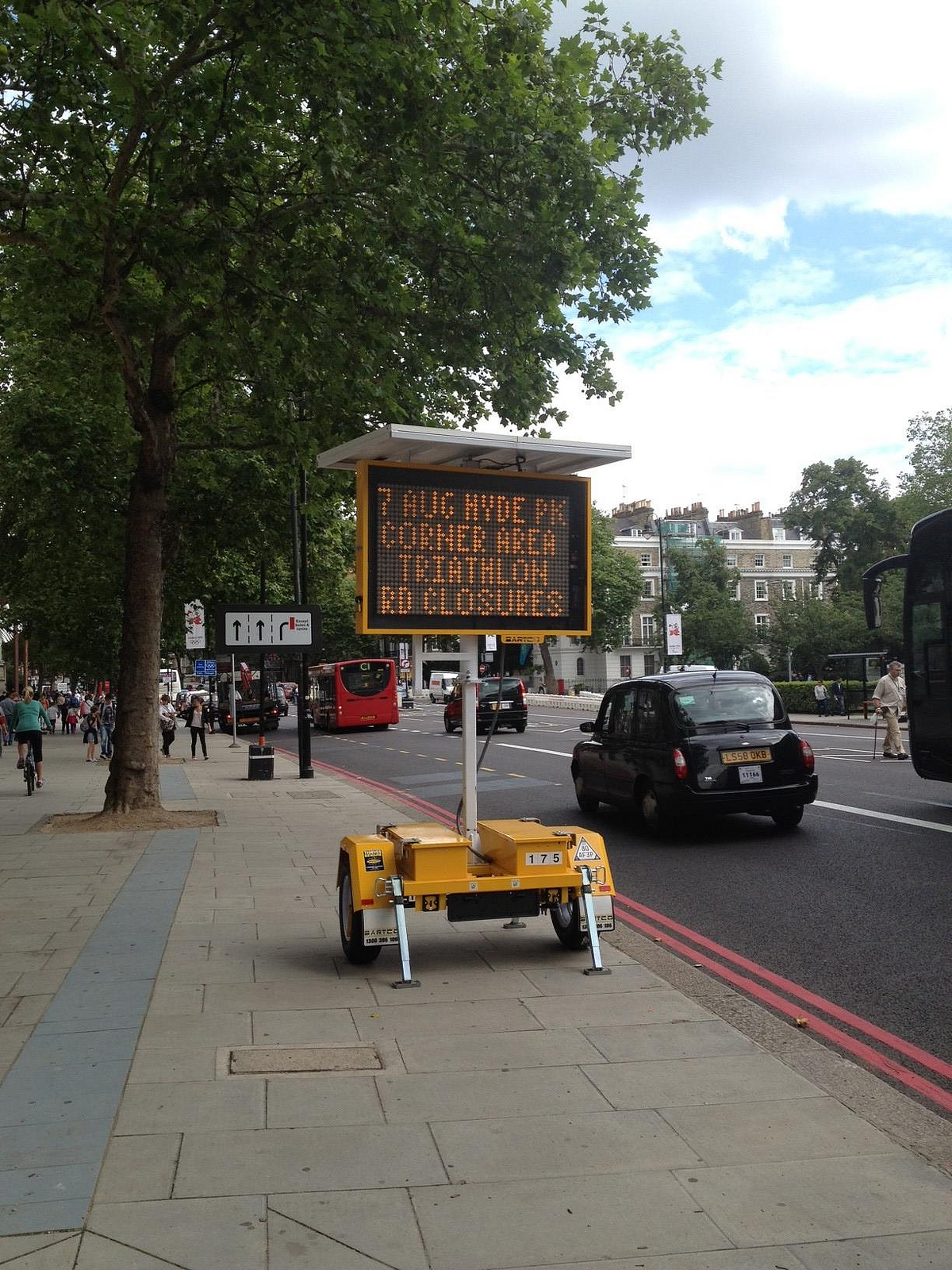
لوحة رسائل متنقلة محمولة على مقطورة

في الطرق التي ليس فيها لوحات ثابتة، يُمكن وضع لوحات متنقلة، محمولة على مقطورة.